# At the Gate of Sethu
At the Gate of Sethu är det sjunde studioalbumet av det amerikanska technical death metal-bandet Nile. Albumet släpptes den 29 juni 2012 i Europa och den 3 juli 2012 i Nordamerika, genom Nuclear Blast Records, pruducerad av Neil Kernon.

## Låtlista
1. "Enduring the Eternal Molestation of Flame" – 4:29
2. "The Fiends Who Come to Steal the Magick of the Deceased" – 4:30
3. "The Inevitable Degradation of Flesh" – 5:30
4. "When My Wrath Is Done" – 3:11
5. "Slaves of Xul" (instrumental) – 1:24
6. "The Gods Who Light Up the Sky at the Gate of Sethu" – 5:43
7. "Natural Liberation of Fear Through the Ritual Deception of Death" – 3:30
8. "Ethno-Musicological Cannibalisms" – 1:40
9. "Tribunal of the Dead" – 5:54
10. "Supreme Humanism of Megalomania" – 4:37
11. "The Chaining of the Iniquitous" – 7:05

- Text: Karl Sanders
- Musik: Sanders/George Kollias, (spår 1, 2, 4, 6, 9), Dallas Toler-Wade/Kollias (spår 3, 7, 10), Sanders (spår 5, 8, 11)

## Medverkande
Musiker (Nile-medlemmar)
- Karl Sanders – gitarr, sång, basgitarr, keyboard, bağlama saz, glissentar
- Dallas Toler-Wade – gitarr, sång
- George Kollias – trummor, slagverk

Bidragande musiker
- Jon Vesano – sång
- Jason Hagan – sång
- Mike Breazeale – sång

Produktion
- Neil Kernon – producent, ljudtekniker, ljudmix
- Bob Moore – ljudtekniker
- Seth Siro Anton (Spiros Antoniou) – omslagskonst, foto
- Patrick Collard – foto